# ولی‌نعمت
ولی‌نعمت فیلمی به کارگردانی عزیزاله رفیعی محصول سال ۱۳۵۵ است.

## داستان
هاجر، همسر رضا علمدار، باردار نمی‌شود. رضا علمدار با عبدالله در یک گاوداری شریک است. هاجر از علمدار می‌خواهد که او ستاره، خواهر عبدالله، را به همسری بگیرد. علمدار مخالف است. عبدالله در یک حادثهٔ تصادف اتومبیل، مردی را می‌کشد و به زندان می‌افتد و از علمدار می‌خواهد که از خواهرش ستاره و مادرش مراقبت کند. رشید، برادر هاجر، که در خانهٔ علمدار زندگی می‌کند، به ستاره علاقه‌مند می‌شود؛ اما ستاره دل در گروه علمدار دارد.

## بازیگران
- بهمن مفید
- آرام
- یدالله شیراندامی
- طوطی سلیمی
- گیتی فروهر
- نادر رفیعی
- هنگامه
- رضا یاقوتی
- جواد تقدسی
- اکبر
- رضا
- علی
- بهرام
- منصور